# Jerzy Gołębiowski (elektrotechnik)
Jerzy Gołębiowski (ur. 15 listopada 1953 w Gliwicach) – profesor nauk technicznych, specjalista w zakresie elektrotechniki teoretycznej (teorii pól, obwodów i sygnałów). Profesor zwyczajny na Politechnice Białostockiej.

## Życiorys
Tytuł magistra inżyniera automatyka uzyskał na Politechnice Śląskiej w 1977 roku. Rozprawę doktorską pt. „Dynamika nieustalonego pola elektromagnetycznego w obszarach przewodzących” obronił na Wydziale Elektrycznym Politechniki Szczecińskiej w 1980 roku. Stopień doktora habilitowanego nauk technicznych w zakresie elektrotechniki nadano mu w 1990 roku na Wydziale Elektrycznym Politechniki Śląskiej na podstawie dysertacji pt. „Badania granicznych zagadnień pól elektromagnetycznych i termicznych metodami analitycznymi”. Tytuł profesora nauk technicznych uzyskał w roku 2011. Pracuje na stanowisku profesora zwyczajnego na Wydziale Elektrycznym Politechniki Białostockiej. W latach 2006–2020 był kierownikiem Katedry Elektrotechniki Teoretycznej i Metrologii.
Wielokrotnie przebywał w naukowych placówkach Kanady, Francji, Izraela i innych państw. Członek Sekcji Teorii Elektrotechniki Komitetu Elektrotechniki PAN w latach 20062020. Do roku 2017 wypromował 4 doktorów.
Autor lub współautor trzech monografii naukowych, jednego skryptu i ponad 60 artykułów w czasopismach naukowych, dotyczących głównie metod i algorytmów elektrotechniki teoretycznej. Przykładowa tematyka badawcza (na podstawie listy publikacji):
- opracowanie analityczno-numerycznych, asymptotycznych oraz parallelnych algorytmów analizy pola termicznego w kablach DC,
- opracowanie kompleksowego modelu pola termicznego elektrycznego grzejnika podłogowego typu bezpośredniego,
- opracowanie częstotliwościowych algorytmów analizy falowej i dyfuzyjnej propagacji ciepła w osłonach i ściankach urządzeń elektrycznych i elektronicznych,
- opracowanie algorytmu syntezy trójwymiarowej funkcji Greena w klasie obiektów o krzywoliniowych geometriach ortogonalnych (w zastosowaniu do analizy słabego zjawiska naskórkowości),
- analiza układów z warunkami brzegowymi zależnymi od odpowiedzi środowiska na wymuszenie (np. w wyniku silnej reakcji prądów wirowych),
- opracowanie trójetapowego algorytmu analizy pola termicznego generowanego przez ruchome źródła ciepła (zastosowanie w elektrometalurgii),
- analiza dynamiki pola elektromagnetycznego w ekranach przewodzących.

Dwukrotnie otrzymał nagrodę Ministra Nauki i Szkolnictwa Wyższego, a wiele razy nagrodę Rektora Politechniki Białostockiej. Odznaczony jest Srebrnym Krzyżem Zasługi, Medalem Komisji Edukacji Narodowej oraz Złotą Odznaką Związku Nauczycielstwa Polskiego.